# Svenska Salpeterverken
Svenska Salpeterverken AB var en svensk tillverkare av konstgödsel i Köping, som grundades 1942 av Kooperativa Förbundet.
Pådrivande för projektet med en första större kvävegödningsfabrik i Sverige var Kooperative Förbundets direktör Albin Johansson. Denne hade fått kännedom att en anläggning fanns under tillverkning i Škodaverken i Tjeckoslovakien för Persien, men vilken inte kunde levereras på grund av andra världskriget.
Vid fabriken producerades den viktiga beståndsdelen ammoniak genom Haber-Boschprocessen, som går ut på att kvävgas och vätgas sammanförs och via en katalysator utvecklas till syntetisk ammoniak. Koks, som fraktades från djuphamnen i Köping med linbana, förbrändes under högt tryck. Ammoniaken oxiderades sedan till salpetersyra, vilken tillsammans med kalkstensmjöl bildade 15,5-procentig kvävesalpeter i granulat.
En senare, större ammoniakfabrik använde olja som råmaterial i stället för koks. Produktionsanläggningarna utökades med en fabrik för tillverkning av NPK-konstgödsel med en 90 meter hög skorsten samt ytterligare fabriker för framställning av NPK-konstgödsel, kalksalpeter och urea.
Svenska Salpeterverken AB upplöstes 1970, då AB Supra bildades av Sveriges Lantbruksförbund, Boliden Kemi och Kema Nord genom samgående med AB Förenade superfosfatfabriker och köp av Kväveverket i Landskrona av Kema Nord. År 1981 köpte Norsk Hydro Bolidens då 75 %-iga andel av aktierna i Supra och senare blev Hydro helägare genom köp av resterande 25 % från Sveriges Lantbruksförbund. År 2004 avknoppades konstgödseldivisionen Hydro Agri för att bli det börsnoterade bolaget Yara International ASA.
På 1960-talet köptes ammoniakfabriken i Kvarntorp. Också De Förenade Kolsyrefabrikernas AB köptes, med anläggningar i Stockholm, Göteborg och Malmö. Dessa anläggningar såldes senare till AGA. 
Tillverkningen av NPK i Landskrona upphörde i början av 1990-talet. År 2000 upphörde också produktionen vid Växtnäringsfabriken i Landskrona, (Kväveverket). Yaras produktionen vid fabriken i Köping har fortsatt.